# Blåskrabba
Blåskrabba (Hemigrapsus sanguineus) är en kräftdjursart som först beskrevs 1853 av den holländska zoologen Wilhem de Haan. Arten ingår i släktet Hemigrapsus och familjen Varunidae.

## Utseende
Blåskrabba är en medelstor krabba som mäter 30–40 mm. Den har en rundad rektangulär ryggsköld, som är något bredare än lång, och benen är tvärrandigt tecknade. Den skiljer sig från de båda närbesläktade arterna H. penicillatus och H. takanoi genom att den istället för hårpensel i klosaxens tumgrepp har en  hudblåsa i tumvecket.

## Utbredning och systematik
Arten har asiatiskt ursprung och förekommer naturligt i de västra delarna av Stilla havet, från Rysslands östkust till Japan, Korea och söderut längs kinesiska kusten till Hongkong. Inga underarter finns listade i Catalogue of Life.

### Introducerade bestånd
Blåskrabban har introducerats till båda sidor av Atlanten, förmodligen med ballastvatten. I USA observerades den första gången i New Jersey 1988. Idag är arten väletablerad och förekommer från större delen av östkusten ner till North Carolina. I Europa gjordes första observationen 1999 i Le Havre, Frankrike, och den finns numera från Danska västkusten och söderut till Normandie. Utöver detta har det förekommit fynd i England, Adriatiska havet i Medelhavet och på Svenska västkusten.

#### Förekomst i Sverige
Första fyndet i Sverige gjordes 2012. Fram 2016 till hade det gjorts 12 fynd, från Väröbacka (Ringhals) och norrut till Lysekil med flest fynd i Göteborgs skärgård.
Sommaren 2019 rapporterade Länsstyrelsen i Västra Götaland att mer än 50 blåskrabbor påträffats av en privatperson i Svanesundsområdet på Orust. De infångade individerna var mycket små, vilket tyder på att blåskrabban har förökat sig i svenska farvatten. Arten kan därmed antas vara etablerad.

## Ekologi
Blåskrabba lever i salt eller bräckt vatten där den föredrar kallt till tempererat vatten, dock har den stor tolerans för variation i både salthalt och temperatur. Den förekommer ofta i tidvattensområden och föredrar hårda bottnar med stenar och liknande skydd, men uppträder också på mjukare bottnar. Den lever generellt på ett djup av 10 meter men under framför allt den kalla årstiden kan arten ta sig ner på djupare vatten. Den är opportunistisk och lever av den föda som är enklast att få tag i, som ålgräs, alger, mindre ryggradslösa djur som musslor, snäckor, havsborstmaskar och andra kräftdjur samt fiskyngel och småfisk. Honan producerar ägg från maj till september, och kan under denna period lägga ägg upp till fyra gånger. Beroende på honans storlek kan hon vid varje tillfälle lägga 15 000–50 000 ägg.